# Citroën Evasion
Citroën Évasion — спільна розробка концернів PSA і FIAT, дебютував у березні 1994 року на Женевському автосалоні. Крім Evasion виготовлялися схожі моделі, такі, як Fiat Ulysse, Peugeot 806 і Lancia Zeta. Комерційна версія автомобіля називається Citroën Jumpy.

## Опис

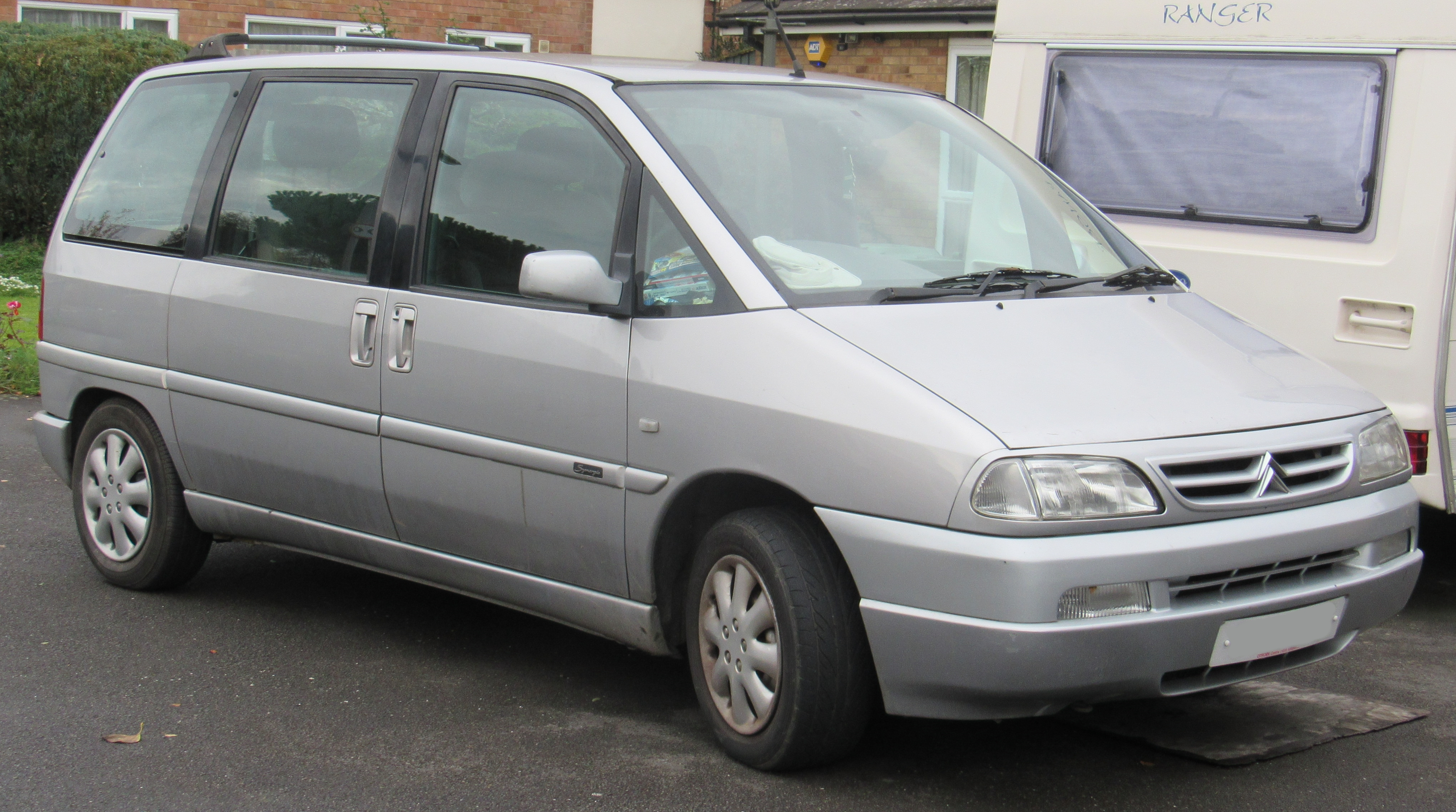
Citroën Evasion (1998—2002)

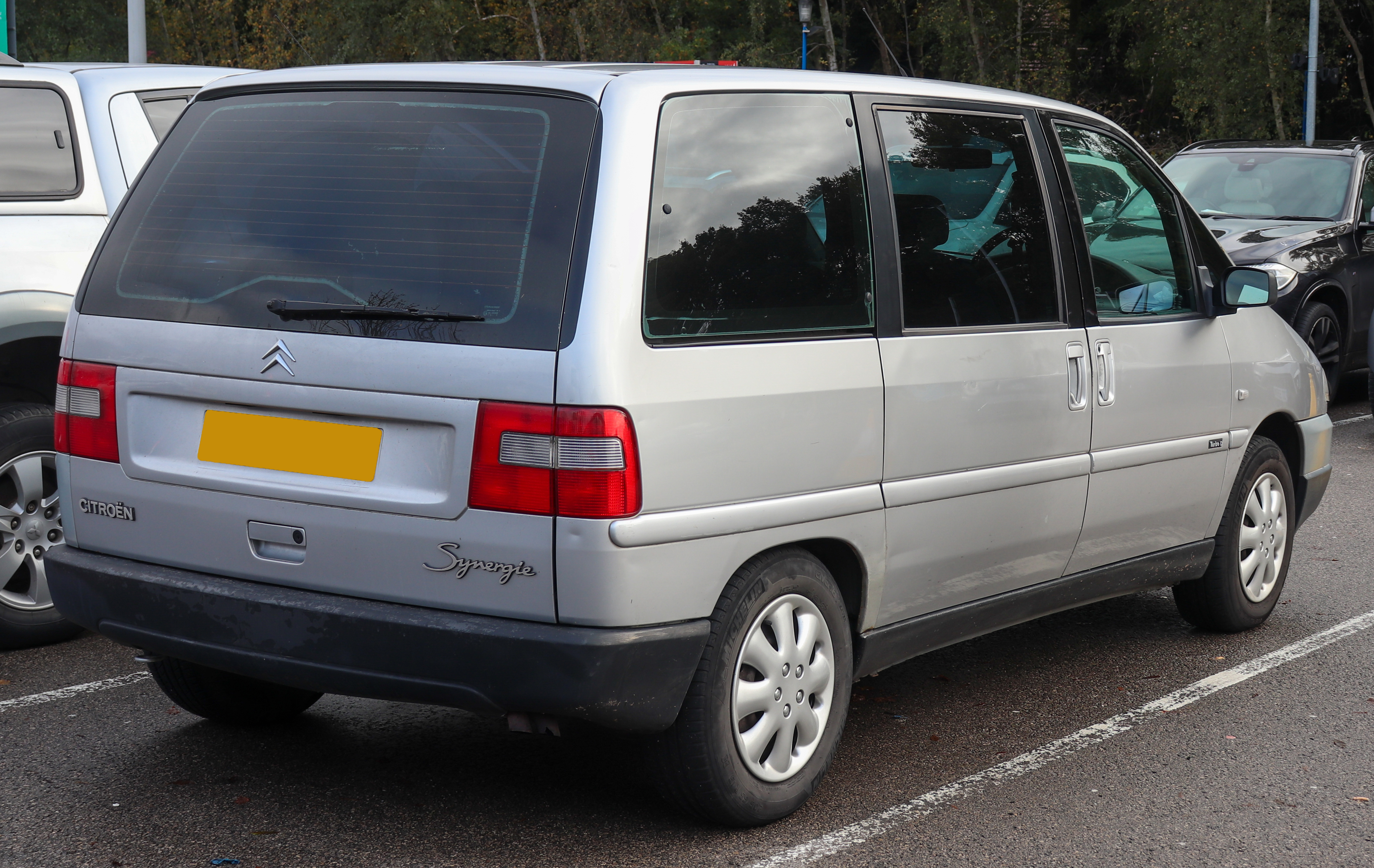
Citroën Evasion

Evasion — місткий мінівен, здатний забезпечити комфортне переміщення від п'яти до восьми пасажирів. Дизайн Evasion достатньо стриманий , але зручні зсувні двері, якість салону та хороші ходові якості служать гідною компенсацією за скромні зовнішні дані. Салон легко трансформується і має безліч варіантів. Сидіння знімаються і можуть розгортатися на 180 градусів. Багажне відділення велике і дуже містке.
З 1995 року на автомобілі встановлюється дизельний двигун з турбонаддувом, з 1998 року — двигун об'ємом 1,8 л, з 2000 року — дволітровий дизельний двигун HDi, потужністю 109 к.с. На сто кілометрів витрачається приблизно 10 літрів пального.
З метою безпеки автомобіль оснащується стабілізаторами поперечної стійкості на передній і задній підвісці. Має передні ремені безпеки з піронатягувачами та надувні подушки безпеки для водія і пасажирів.
У 1997 році автомобіль піддали зміні стилю. Після чого, в серійну комплектацію став входити третій стоп-сигнал, змонтований на задній відкидній двері всіх модифікацій Evasion.
У стандартне устаткування також входять: електронний тахометр, лічильник пробігу до ТО, індикатор температури зовнішнього середовища, бортовий багатофункціональний комп'ютер, датчик відкритих дверей, звукова сигналізація про увімкнені фари та інше. Загальний датчик, що показує стан води, оливи, гальм та акумулятора.
Додаткове обладнання, яке встановлюється на Citroen Evasion, включає: легкосплавні колісні диски, задні електросклопідйомники, касетну аудіосистема, скляний люк, що відкривається, додаткові задні сидіння і шкіряну оббивка салону.
На деяких ринках Citroen Evasion продається під назвою Citroën Synergie.
У 2002 році на заміну даній моделі прийшов Citroën C8.

### Двигуни
| Двигун       | Об'єм [см³] | Тип двигуна | Потужність [к.с.] ([кВт]) при об/хв | Крутний момент [Нм] при об/хв |            |            |            |            |            |
| Бензинові:   | Бензинові:  | Бензинові:  | Бензинові:                          | Бензинові:                    | Бензинові: | Бензинові: | Бензинові: | Бензинові: | Бензинові: |
| ------------ | ----------- | ----------- | ----------------------------------- | ----------------------------- | ---------- | ---------- | ---------- | ---------- | ---------- |
| 1.8 8V       | 1761        | І4          | 99 (73)/5750                        | 147/2600                      |            |            |            |            |            |
| 2.0 8V       | 1998        | І4          | 121 (89)/5750                       | 170/2650                      |            |            |            |            |            |
| 2.0 16V      | 1998        | І4          | 132 (97)/5500                       | 180/4200                      |            |            |            |            |            |
| 2.0 16V      | 1997        | І4          | 136 (100)/6000                      | 190/4100                      |            |            |            |            |            |
| 2.0 8V Turbo | 1997        | І4          | 147 (108)/5300                      | 235/2500                      |            |            |            |            |            |
| Дизельні:    |             |             |                                     |                               |            |            |            |            |            |
| 1.9 8V TD    | 1905        | І4          | 90 (66)/4000                        | 196/2250                      |            |            |            |            |            |
| 2.0 8V HDi   | 1997        | І4          | 109 (80)/4000                       | 250/1750                      |            |            |            |            |            |
| 2.0 16V HDi  | 1997        | І4          | 109 (80)/4000                       | 270/1750                      |            |            |            |            |            |
| 2.1 12V TD   | 2088        | І4          | 109 (80)/4300                       | 250/2000                      |            |            |            |            |            |